# Coligações Expressivas Vol. 2
Coligações Expressivas 2 é uma coletânea musical lançada por DJ Caíque através do selo 360 Graus Records em 2010.

## Faixas
1. Intro (Fernandinho Beatbox) 01:03
2. Use Seu Tempo (Dr. Caligari) 03:17
3. Renegado (Rashid e Projota) 03:12
4. Caçador (Dr. Caligari, Doncesão, Pizzol e Roko) 04:48
5. O Rap é Fato (James Ventura) 02:59
6. O Mais Veloz (Savave) 02:37
7. Nossa Hora part.1.5 (Dr. Caligari) 03:53
8. Microfones (Mascote do Contra Fluxo) 03:32
9. Mimesis (Rapadura) 03:43
10. É Foda (Nairobi, Ogi e Doncesão) 04:03
11. Toda Colorida (Nathy MC e Lurdez da Luz) 04:21
12. Deixa Fluir (Nel Sentimentum) 03:37
13. Oh Hanna (Ogi) 03:02
14. Difícil (Rapzodo) 03:05
15. Matadores De Aluguel (Pizzol e Roko) 03:40
16. A Seita (Patrick Horla) 04:21
17. Lema Da Vida (Artigo) 04:45
18. Trash War (Mentekpta) 03:02
19. Refletindo (Mundo Segundo, Dr. Caligari e Doncesão) 03:37
20. Culpa (Peqnoh) 03:08
21. De Olhos Abertos (Cadelis MC) 03:23
22. Matrix (Mc Loco) 03:06
23. Bônus (Instrumental) 01:34